# Staměřice

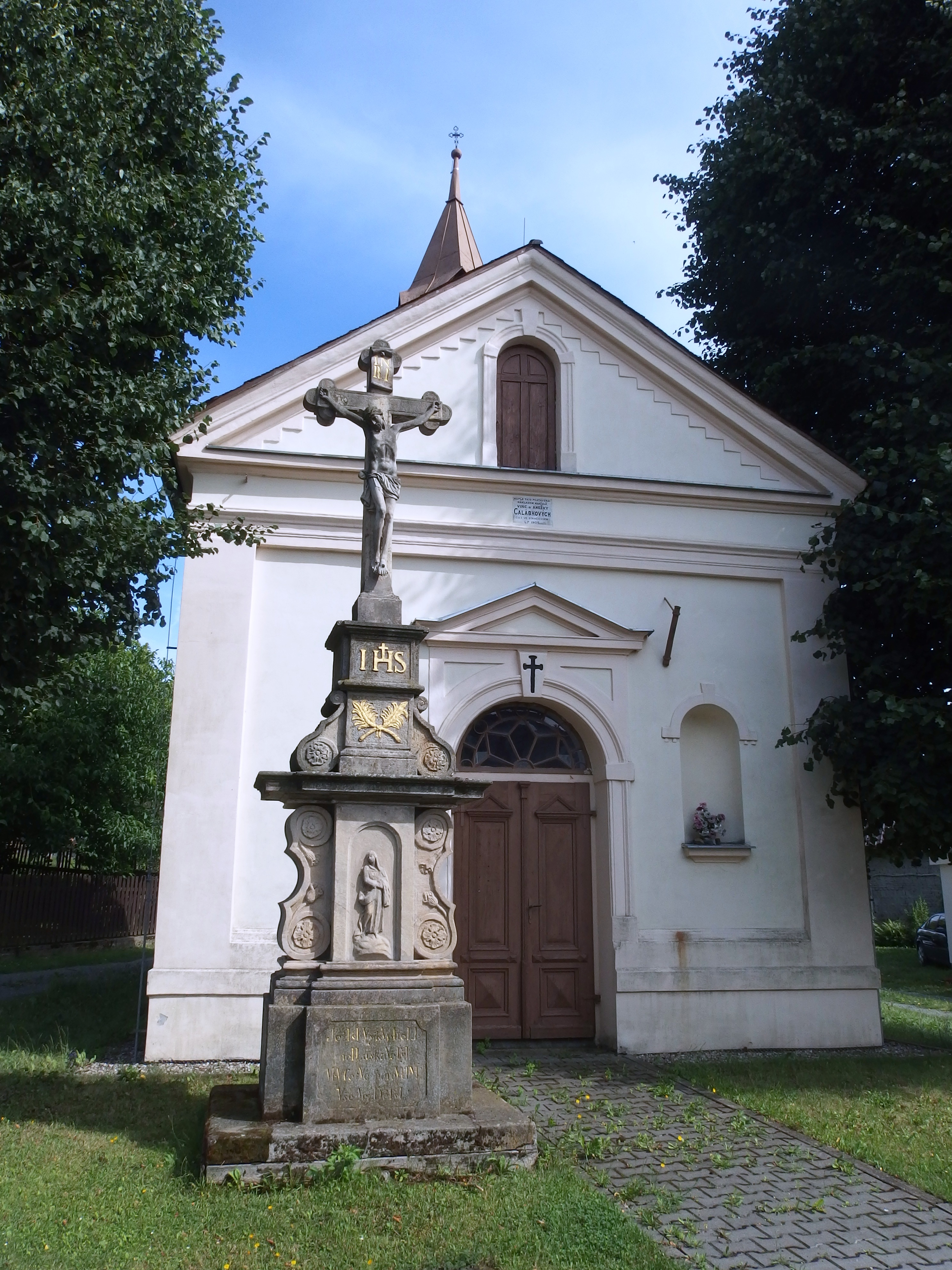
Kaple Panny Marie Bolestné

Staměřice jsou vesnice v okrese Přerov v Olomouckém kraji, jedna ze tří místních částí obce Dolní Újezd. Nachází se směrem severozápadním zhruba 2,5 km od Dolního Újezda a 7 km od Lipníka nad Bečvou, v nadmořské výšce kolem 371 m. Vesnice se skládá z osad Staměřice, Mokř a Zavadilka, patří k ní i samoty Horní a Prostřední pila. Na Zavadilce byl původně hostinec, postavený u císařské cesty. Staměřice samostatně mají přibližně 300 obyvatel.

## Název
Původní jméno vesnice, užívané až do konce 19. století, bylo Staniměřice a bylo odvozeno od osobního jména Staniměr. Výchozí tvar Staniměřici byl vlastně pojmenováním obyvatel vsi a znamenal "Staniměrovi lidé". Do němčiny bylo jméno převedeno jako Steinmeritz s přichýlením první části k Stein - "kámen".

## Historie
Nejstarší písemná zmínka o Staměřicích (dříve jako Staniměřice) pochází, stejně jako v případě Dolního Újezda, z roku 1322.[zdroj?] Roku 1364 se ze vsi platilo mýtné pět grošů v Olomouci.
Do roku 1548 patřily Staměřice k helfštýnskému panství a poté je odprodal s dalšími vesnicemi Jan z Pernštejna Erasmovi z Bobolusk. Vzniklo tak panství Veselíčko, které od roku 1573 do 40. let 20. století drželi Podstatští-Lichtensteinové. V roce 1905 byla na návsi postavena kaple Panny Marie Bolestné manžely Calábkovými, majiteli hostince na Zavadilce. Vincenc Calábek zastával funkci starosty obce. Ves sama spadala farou pod Osek nad Bečvou, od roku 1764 byla přifařena pod Velký Újezd. Ve stejné době tomu tak bylo i se školou, přičemž v roce 1895 si obec postavila vlastní školu, která sloužila do roku 1924.
Od roku 1901 byly Staměřice samostatnou obcí a od roku 1960 se k nim připojily Skoky. S Dolním Újezdem se společným MNV se spojila obec v roce 1976 a od roku 1983 se stala jeho místní částí.
V roce 1794 zde bylo 23 domů se 121 obyvateli, v roce 1900 41 domů s 266 obyvateli a roku 1980 65 domů a 257 obyvatel.